# Pápa
Pápa je mesto na Madžarskem, ki upravno spada v podregijo Pápai Županije Veszprém.
V bližini se nahaja Letalska baza Pápa.